# Ivan Zaporozjets

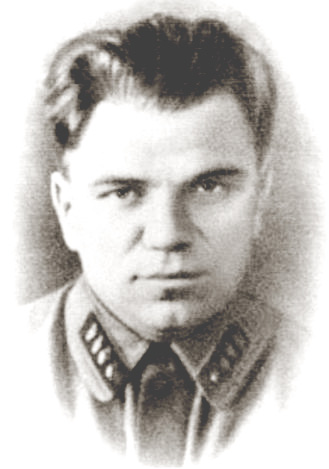
Ivan Zaporozjets

Ivan Vasiljevitsj ('Vania') Zaporozjets (Russisch: Запорожец Иван Васильевич) (Nabij Melitopol, 1885 - Moskou, augustus 1937) was het plaatsvervangend hoofd van de NKVD in Leningrad. Hij wordt door diverse historici beschouwd als een van de organisatoren van de moord op de Leningradse partijvoorzitter Sergej Kirov op 1 december 1934.

## Leven
Zaporozjets ging naar de agrarische hogeschool in Charkov. In 1913 werd hij actief binnen de Sociaal-Revolutionaire Partij in Oekraïne. Bij het uitbreken van de Eerste Wereldoorlog trad hij in militaire dienst, en werd in 1915 krijgsgevangene gemaakt door het Oostenrijkse leger, en keerde pas in 1918 terug naar Rusland. In datzelfde jaar nog werd hij lid van de Communistische Partij, om korte tijd later te gaan werken voor de Tsjeka, de geheime dienst van de bolsjewieken. In 1921 werd hij voor illegale activiteiten naar Polen gestuurd. Van 1922 tot 1924 werkte hij in het centraal apparaat, met economie als aandachtsveld. In 1924 bekleedde hij een functie op de Sovjetambassade in Berlijn en in 1927 op de ambassade te Wenen. Daarna keerde hij terug naar Moskou, en ging werken bij de informatiedienst van de NKVD. In 1931 werd hij plaatsvervangend hoofd van de NKVD in Leningrad.

## Moord op Kirov
Op 1 december 1934 werd de Leningradse partijleider Sergej Kirov in het Smolny-instituut vermoord door de burger Leonid Nikolajev. Veel historici veronderstellen betrokkenheid van Stalin bij de moord en wijzen naar Zaporozjets als een van de organisatoren.
In de Moskouse archieven is bijvoorbeeld een document uit begin 1935 gevonden van de zwager van de Leningradse NKVD-chef Medvedev. Deze verklaart dat de goed geïnformeerde Medvedev kort voor diens arrestatie tegen hem gezegd zou hebben, dat Genrich Jagoda en Zaporozjets de moord zouden hebben georganiseerd en dat Stalin daar van af wist.
In 1960 beweerde Chroesjtsjov dat Nikolajev tijdens een persoonlijk verhoor door Jozef Stalin, de dag na de moord, knielend zou hebben beweerd in opdracht van de partij te hebben gehandeld. De goed geïnformeerde NKVD-overloper Aleksandr Orlov bevestigde dat en schreef dat Nikolajev daarbij wees in de richting van Zaporozjets.
Chroesjtsjov zou in 1961 ook beweren dat Jagoda en Zaporozjets zich met de vrijlating van Nikolajev hadden bemoeid, nadat deze kort voor de moord onder verdachte omstandigheden met een revolver was opgepakt nabij het Smolny-instituut. Opvallend is dat Jagoda tijdens de Moskouse Processen eveneens naar Zaporozjets wijst, als degene die Nikolajev na diens eerder arrestatie zou hebben verhoord en vrijgelaten.
Zaporozjets wordt verder genoemd als organisator van een twijfelachtig auto-ongeluk daags na de moord van kroongetuige Borisov, Kirovs lijfwacht, die vlak voor de moord bij de ingang van het Smolny-instituut door de NKVD-agenten was opgehouden.
Alle aanwijzingen ten spijt zijn er echter nooit harde bewijzen gevonden voor de directe betrokkenheid van Zaporozjets bij de moord op Kirov, net zomin als de betrokkenheid van Stalin echt is bewezen. Niettemin werd Zaporozjets kort na de moord op Kirov tot drie jaar veroordeeld vanwege onvoldoende waakzaamheid. Door toedoen van NKVD-chef Eduard Berzin werd deze straf echter niet geëffectueerd. In 1936 werd kreeg hij een hoge functie in het kampwezen in Siberië toegewezen. In de zomer van 1937 werd hij evenwel opnieuw gearresteerd en overgebracht naar Moskou. In augustus 1937 werd hij berecht en direct daarna geëxecuteerd.